# Petrus Castellanus
Petrus Castellanus (Geraardsbergen, 5 maart 1585 - Leuven, 23 februari 1632), ook Pieter van de Casteele of Pierre Du Chatel, was een geleerd Zuid-Nederlands humanist en arts.

## Levensloop
Na de humaniora te hebben gevolgd in Gent, studeerde hij wijsbegeerte aan de Universiteit van Dowaai. Hij ging vervolgens doceren aan de Universiteit van Orléans. In 1616 werd hij hoogleraar Grieks aan de Universiteit van Leuven, in het Collegium Trilingue. 
Aan diezelfde universiteit studeerde hij tezelfdertijd geneeskunde en behaalde er zijn diploma. Naast Grieks doceerde hij weldra ook de grondbeginselen van de geneeskunde. Hij bleef beide vakken, met grote ijver naar men schreef, doceren tot aan zijn dood.

## Publicaties
- Ludus, sive convivium saternale, Leuven, 1616 (over de gewoonten bij het houden van festijnen in de Oudheid).
- Eortoligon, sive de festis Graecorum syntagma, Antwerpen, 1617 (over het feestvieren bij de Oude Grieken)
- Mancibus atticis diatribe (vervolg van het vorige werk)
- Vitae illustrium medicorum qui toto orbe ad haec usque tempa floruerunt, Antwerpen, 1618.